# Everything to Lose
Singles de Dido
Don't Believe in Love No Freedom
Everything To Lose est un single de Dido sorti en premier temps sur la compilation de Sex and the City 2. Un EP est sorti en digital le 7 septembre 2010, il comporte divers remix. Dido a confirmé sur son compte twitter qu'elle n’inclurait pas le morceau dans son quatrième album.

## Genèse
Everything To Lose était à l'origine un morceau musical sous forme de démo destiné au quatrième album de Dido. C'est début 2010 que le titre tomba entre les mains de producteurs du film Sex and the City 2 qui décidèrent d'inclure le morceau dans un passage du film et également dans la bande originale. Dido produisit la version définitive du titre en quelques jours avec son frère Rollo et Sister Bliss. La première a eu lieu sur YouTube le 9 mai 2010.

## Liste des pistes
1. Everything To Lose (Armin Van Buuren Remix) - 7:58
2. Everything To Lose (ATFC Remix) - 8:29
3. Everything To Lose (ATFC Dub) - 6:44
4. Everything To Lose (Fred Falke Extended Vocal Mix) - 7:48
5. Everything To Lose (Fred Falke Dub) - 7:51

## Anecdotes
- Dido a demandé à ATFC de remixer le titre après avoir entendu leur remix de Feel Me du groupe Faithless chez son frère Rollo[4].